# Отрадо-Кубанське
Отрадо-Кубанське — село в Гулькевицькому районі Краснодарського краю. Центр Отрадо-Кубанського сільського поселення.
Населення — 6 500 мешканців (2002).
Село лежить за 17 км на південний схід від райцентру міста Гулькевичи, на залізничній станції Отрадо-Кубанська на залізниці Кавказька-Армавір.